# Château d'Hodebert
Le château d'Hodebert est un château situé sur la commune de Saint-Paterne-Racan, dans le département d'Indre-et-Loire.

## Historique
Les plus anciennes mentions d'Hodebert remontent au XVIe siècle.
François Brissonnet, écuyer, seigneur de Launay, conseiller et aumônier du roi, chanoine prébendé de la basilique Saint-Martin de Tours et prévôt d'Oë, fit ériger l'élément central de l'actuel château sur les restes arasés d'une ancienne forteresse qui fut construite dans une excavation du coteau.
En 1545, sa châtelaine, la veuve Durand, comparut devant le chapitre de Saint-Martin de Tours.
Devenu depuis le siège de la justice prévôtale d'Oë, c'est donc dans ce lieu que, le 20 novembre 1620, le poète Honorat de Bueil de Racan fut traduit pour rendre l'hommage lige à son suzerain féodal François Brissonnet.  
En 1648, cette châtellenie est aux mains de Henry de Codosny, seigneur de Hodebert et de Saché, maître d'hôtel du roi, conseiller en ses conseils privés, dont la famille est venue d'Italie à l'époque de Marie de Médicis. Il épouse Madeleine Dunoyer, fille du bailli de Saint-Christophe. Ils font construire la partie centrale et le premier pavillon au nord.
Hodebert passe en 1674 à leur neveu, Jean du Noyer, seigneur de Gennes, et reste dans cette famille jusqu'en 1794. Claude Dunoyer, chanoine de la Saint-Martin de Tours, fait agrandir et modifier Hodebert pour le remettre au goût du jour.
En 1794, le banquier Alexandre-Pierre-François Goüin et son épouse, Marie-Magdeleine Benoist de La Grandière (fille de l'ancien maire de Tours), l'acquièrent, en même temps que le manoir de Saché voisin. S'occupant de leurs terres, ils agrandissent leur domaine par l'acquisition de la Suze, de la Normandie (proche du Breuil), du pré de la Noiraie, de terres en sainfoin au clos des Haloires (Saint-Christophe-sur-le-Nais), ainsi que d'anciens bois dépendant de l'abbaye de La Clarté-Dieu et situés sur la commune de Saint-Aubin-le-Dépeint.
Les Goüin le revendent le 30 décembre 1808 à Louis-François-de-Sales de Sarcé et à son épouse Charlotte Françoise Fontaine de Biré. Louis François de Sarcé fait également l'acquisition de l'ancienne abbaye de La Clarté-Dieu en 1822.
En 1890, Eugène de Sarcé lègue Hodebert à son neveu Robert Roullet de La Bouillerie, dont les descendants en sont toujours propriétaires.
Le château fait l’objet d’une inscription au titre des monuments historiques depuis le 26 octobre 2009. Le 26 mai 2018, un incendie provoqué par la foudre endommage le pigeonnier.
Le château a servi de décor au téléfilm La Loi de Julien — Le Bon Fils.
Il figure également le château de Nohant dans la série de France Télévision : La Rebelle : Les Aventures de la jeune George Sand.

## Le parc
Le parc fait l’objet d’une inscription au titre des monuments historiques depuis le 25 septembre 1944.

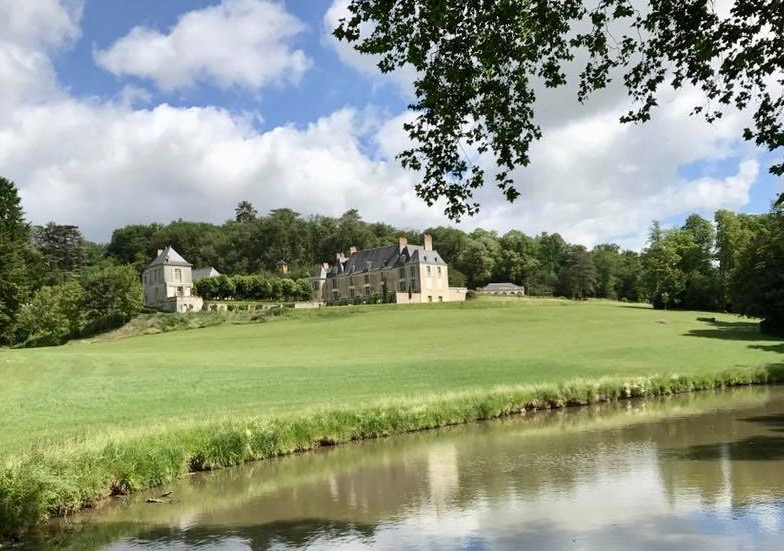
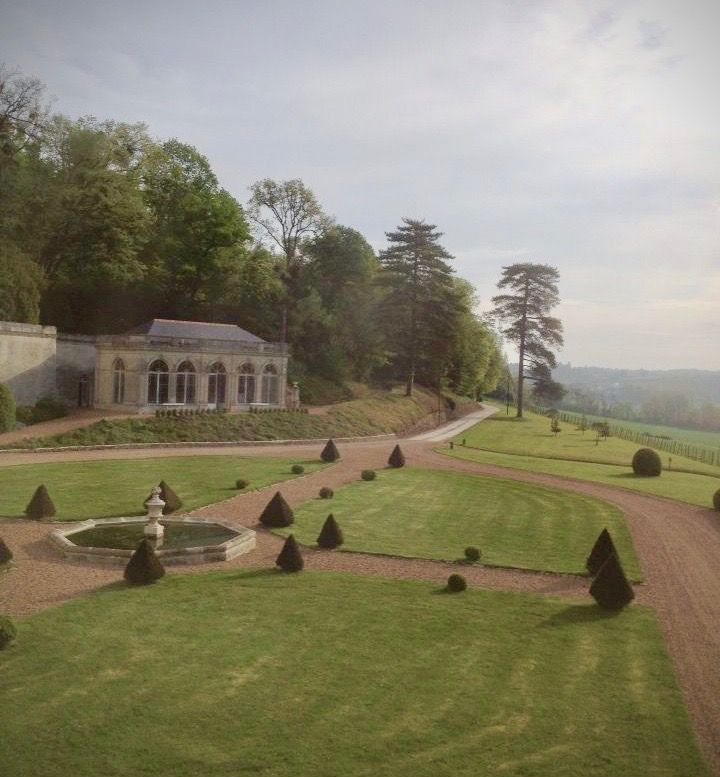